# Конные прыжки в воду

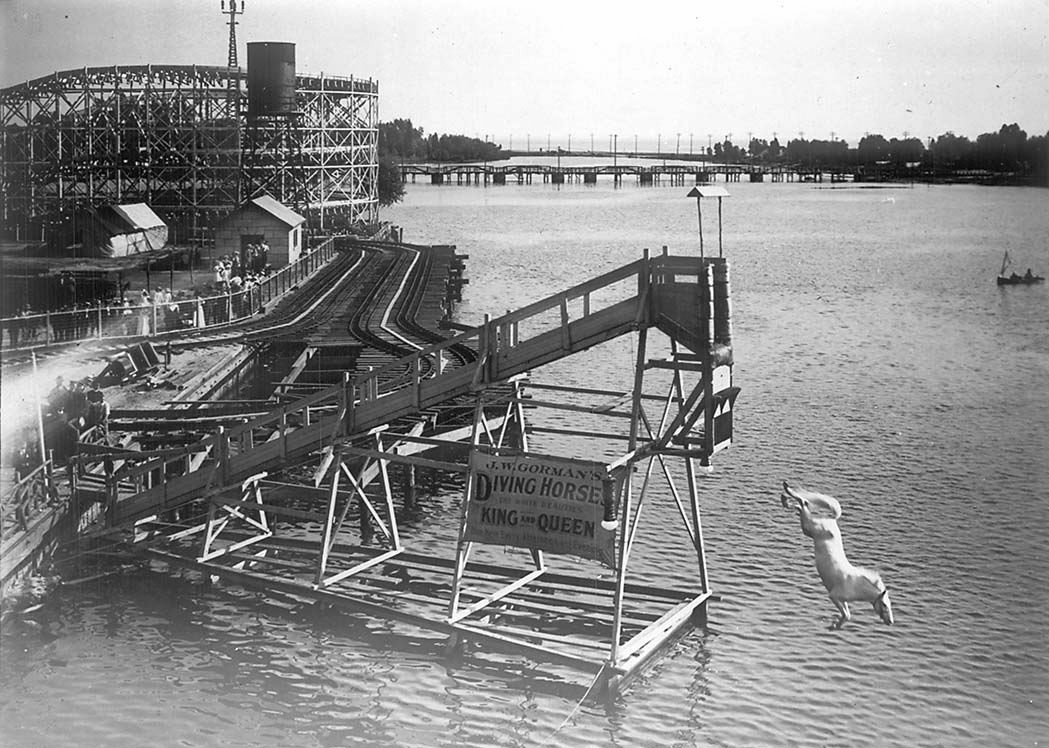
Ныряющая лошадь в Торонто (Канада), ок. 1907 г.

Ко́нные прыжки́ в во́ду — ярмарочное развлечение, приобретшее популярность в 1880-х годах в Северной Америке, преимущественно США. Суть его заключалась в том, что лошадь (с наездником или без) взбиралась на высокий трамплин и прыгала оттуда в воду. Высота трамплина могла достигать 18 метров.

## История
Первым запускать лошадей с вышки придумал Уильям Карвер по прозвищу «Док». В 1881 году он пересекал реку Платт в Небраске по мосту, который начал частично обваливаться под ним, в результате чего лошадь упала в воду и вынырнула, вдохновив Карвера на новый, самобытный вид развлечения. Вскоре, натренировав нескольких животных, он отправился в турне со своим новым шоу. Его сын, Альберт Флойд Карвер, сконструировал вышку, а Лорена Карвер стала первой наездницей. Сонора Уэбстер присоединилась к труппе в 1924 году и позже вышла замуж за Альберта. Конное шоу стало постоянной частью парка развлечений Стил-Пир (англ. Steel Pier, «Стальной пирс») в Атлантик-Сити (Нью-Джерси), где Сонора, её муж и Лорена продолжили дело Уильяма Карвера после его смерти.
В 1931 году Сонора и её лошадь Ред-Липс (англ. Red Lips, «Красные губы») потеряли равновесие во время выполнения прыжка и неудачно свалились в воду. Сонора выжила, однако потеряла зрение в результате травмы обоих глаз и последующего отслоения сетчатки. Несмотря на травму, она продолжала выступать вплоть до 1935 года. Сонора выпустила свои мемуары под названием «Девушка и пять храбрых лошадей» (англ. A Girl and Five Brave Horses), по мотивам которых был снят голливудский фильм 1991 года «Отчаянные сердца не разбиваются» (англ. Wild Hearts Can’t Be Broken).

## Защита животных

Лошадь во время прыжка в Атлантик-Сити.

В результате деятельности зоозащитных активистов, конные прыжки в воду были убраны из Стил-Пира в 1970-х годах. За годы работы шоу в некоторые периоды лошади ныряли по четыре раза в день семь дней в неделю. В 1993 шоу ненадолго вернулось в парк развлечений, однако было быстро свёрнуто из-за протестов. В 2012 году очередная попытка вернуть конное ныряние в Стил-Пир не увенчалась успехом после петиции со стороны активистов, а президент Общества защиты животных заявил, что это стало «милосердным концом невероятно глупой идеи [конных прыжков в воду]».
Сестра Соноры Уэбстер, Арнет, которая также была конной ныряльщицей с 15 лет, в одном из интервью заявила, что за всё время работы труппы в Атлантик-Сити вокруг них постоянно увивались зоозащитники в попытках уличить их в жестоком обращении с животными, однако ни разу им это не удавалось, потому что лошади содержались в прекрасных условиях, а за все годы существования конных прыжков ни одно животное не пострадало.

## Нагрузка на пирс
Поскольку парк Стил-Пир представляет из себя уходящий в море пирс, в прошлом на нём были закреплены мареографы для измерения уровня воды Атлантического океана. Однако выяснилось, что изменения уровня моря были вызваны весом людей, собиравшихся посмотреть на ныряющих лошадей, поскольку сваи парка несколько уходили во дно во время представлений.